# Eduard Atuesta
Eduard Andrés Atuesta Velasco (Vélez, 18 de junho de 1997) é um futebolista colombiano que atua como meio-campista. Atualmente, defende o Orlando City.

## Carreira

### Independiente Medellín
Atuesta começou sua carreira no Independiente Medellín, jogando 44 partidas pelo time colombiano entre 2016 e 2018 e conquistando o título do Campeonato Colombiano de Futebol de 2016.

### Los Angeles FC
Ele assinou com o Los Angeles FC por um empréstimo de uma temporada em 2018.
Atuesta fez seu primeiro jogo pelo clube no clássico de Los Angeles, El Tráfico, em 31 de março de 2018, quando foi substituído durante a derrota por 4–3 para o Los Angeles Galaxy . Ele estreou como titular pela primeira vez em 5 de maio do mesmo ano, contra o FC Dallas, e marcou seu primeiro gol na MLS na semana seguinte, aos 31 minutos, contra o Minnesota United, em 9 de maio de 2018. Uma vez na equipe titular, Atuesta solidificou sua posição, virando titular absoluto do time.
Em 13 de dezembro de 2018, o clube anunciou que havia exercido a compra de Atuesta, com um contrato de três anos.

### Palmeiras
Em dezembro de 2021, Atuesta assinou um contrato até o fim de 2026 com o Palmeiras, que pagou por volta de US$3,7 milhões (R$20,7 milhões, na época) pela transferência do colombiano. Foi apresentado no dia 13 de janeiro de 2022, recebendo a camisa 20. Sua estreia foi no dia 23 de janeiro, entrando no segundo tempo da vitória por 2–0 contra o Novorizontino, fora de casa, pelo Campeonato Paulista. Marcou seu primeiro gol pelo Alviverde em agosto, na vitória por 3–0 contra o Goiás, no Allianz Parque, pelo Campeonato Brasileiro.
Pela temporada de 2023, Atuesta pouco jogou, já que, em fevereiro, sofreu uma grave lesão no joelho direito em um treinamento; o jogador ficou nove meses fora dos gramados. Voltou somente em dezembro, na última rodada do Campeonato Brasileiro, onde o Palmeiras teve o seu título confirmado.

### Retorno ao Los Angeles FC
Em fevereiro de 2024, o Los Angeles FC anunciou o retorno de Atuesta ao clube estadunidense. O colombiano assinou contrato por empréstimo até o final da temporada, com opção de compra. O valor da transação não foi informado oficialmente, mas, de acordo com a ESPN Brasil, o clube da MLS pagou ao Palmeiras cerca de um milhão de dólares (por volta de quatro milhões de reais, na época), além de assumir totalmente os vencimentos do atleta durante o período de empréstimo. No fim do ano, em novembro, foi noticiado que o jogador não teria seu vínculo de empréstimo renovado e retornaria ao alviverde.

### Orlando City
No dia 10 de fevereiro de 2025, o Orlando City anunciou a contratação de Atuesta. O meio-campista rescindiu seu vínculo com o Palmeiras e assinou até o fim do ano com a equipe norte-americana, com possibilidade de renovação até o fim de 2026.

## Seleção Colombiana
Atuesta jogou pela Seleção Colombiana Sub-20, no Campeonato Sul-Americano Sub-20 de 2017. Em agosto de 2019, ele foi convocado pela Seleção Colombiana Olímpica, para a disputa de amistosos contra Brasil e Argentina.

## Estatísticas

### Clubes
Atualizado em 13 de maio de 2022.
| Clube                       | Temporada      | Campeonato nacional   | Campeonato nacional | Campeonato nacional | Campeonato nacional | Copa nacional[a] | Copa nacional[a] | Copa nacional[a] | Competições continentais[b] | Competições continentais[b] | Competições continentais[b] | Outros torneios[c] | Outros torneios[c] | Outros torneios[c] | Total | Total | Total   |
| Clube                       | Temporada      | Divisão               | Jogos               | Gols                | Assist.             | Jogos            | Gols             | Assist.          | Jogos                       | Gols                        | Assist.                     | Jogos              | Gols               | Assist.            | Jogos | Gols  | Assist. |
| --------------------------- | -------------- | --------------------- | ------------------- | ------------------- | ------------------- | ---------------- | ---------------- | ---------------- | --------------------------- | --------------------------- | --------------------------- | ------------------ | ------------------ | ------------------ | ----- | ----- | ------- |
| Independiente Medellín      | 2016           | Categoría Primera A   | 4                   | 0                   | 0                   | 6                | 0                | -                | 1                           | 0                           | 1                           | -                  | -                  | -                  | 11    | 0     | 1       |
| Independiente Medellín      | 2017           | Categoría Primera A   | 24                  | 0                   | 2                   | 7                | 0                | -                | 1                           | 0                           | 0                           | -                  | -                  | -                  | 32    | 0     | 2       |
| Independiente Medellín      | 2018           | Categoría Primera A   | 1                   | 0                   | 0                   | -                | -                | -                | -                           | -                           | -                           | -                  | -                  | -                  | 1     | 0     | 0       |
| Independiente Medellín      | Total          | Total                 | 29                  | 0                   | 2                   | 13               | 0                | -                | 2                           | 0                           | 1                           | -                  | -                  | -                  | 44    | 0     | 3       |
| Los Angeles FC (empréstimo) | 2018           | MLS                   | 26                  | 1                   | 2                   | 3                | 0                | 1                | -                           | -                           | -                           | 1                  | 0                  | 0                  | 30    | 1     | 3       |
| Los Angeles FC              | 2019           | MLS                   | 30                  | 4                   | 8                   | 3                | 0                | 1                | -                           | -                           | -                           | 2                  | 1                  | 0                  | 35    | 5     | 9       |
| Los Angeles FC              | 2020           | MLS                   | 20                  | 2                   | 2                   | -                | -                | -                | 3                           | 0                           | 1                           | -                  | -                  | -                  | 23    | 2     | 3       |
| Los Angeles FC              | 2021           | MLS                   | 24                  | 2                   | 7                   | -                | -                | -                | -                           | -                           | -                           | -                  | -                  | -                  | 24    | 2     | 7       |
| Los Angeles FC              | Total          | Total                 | 100                 | 9                   | 19                  | 6                | 0                | 2                | 3                           | 0                           | 1                           | 3                  | 1                  | 0                  | 112   | 9     | 22      |
| Palmeiras                   | 2022           | Campeonato Brasileiro | 26                  | 1                   | 0                   | 2                | 0                | 0                | 7                           | 0                           | 1                           | 19                 | 0                  | 1                  | 52    | 1     | 2       |
| Palmeiras                   | Total          | Total                 | 26                  | 1                   | 0                   | 2                | 0                | 0                | 7                           | 0                           | 1                           | 19                 | 0                  | 1                  | 52    | 1     | 2       |
| Carreira total              | Carreira total | Carreira total        | 155                 | 10                  | 21                  | 21               | 0                | 2                | 12                          | 0                           | 3                           | 22                 | 1                  | 1                  | 208   | 10    | 27      |

- a. ^ Jogos da Copa Colômbia, da Copa US Open e da MLS All-Star
- b. ^ Jogos da Copa Sul-Americana e Liga dos Campeões da CONCACAF
- c. ^ Jogos amistosos

## Títulos
Independiente Medellín
- Campeonato Colombiano: 2016 (Apertura)

Los Angeles FC
- MLS Supporters' Shield: 2019

Palmeiras
- Recopa Sul-Americana: 2022
- Campeonato Paulista: 2022, 2023 e 2024
- Campeonato Brasileiro: 2022 e 2023
- Supercopa do Brasil: 2023[17]

Seleção Colombiana Sub-23
- Kirin Challenge Cup: 2019[18][19]

## Prêmios individuais
- MLS Best XI: 2019[20]
- MLS All-Star: 2021[21]